# 杰夫·贝林厄姆
杰夫·贝林厄姆（英語：Geoff Bellingham，1976年3月3日—），新西兰男子羽毛球运动员。他曾代表新西兰参加1998年、2002年和2006年英联邦运动会羽毛球比赛，共获得二枚铜牌。

## 家庭
妻子丽贝卡·贝林厄姆。